# Flughafen Siirt

i8
i11
i13
Der Flughafen Siirt (türkisch Siirt Havalimanı, IATA-Code: SXZ, ICAO-Code: LTCL) ist ein türkischer Flughafen nahe der Stadt Siirt. Er wird durch die staatliche DHMI betrieben.

## Geschichte
Der Flughafen wurde 1998 dem Betrieb übergeben und wird ausschließlich zivil genutzt. Er verfügt über einen Terminal mit einer Kapazität von 100.000 Passagieren im Jahr und eine befestigte Start- und Landebahn, die jedoch nicht mit einem Instrumentenfluglandesystem (ILS) ausgestattet ist.
Die ihm zugeordnete Stadt Siirt liegt etwa 14 Kilometer entfernt. Sie ist mit Taxi, Privatwagen oder Flughafenbus zu erreichen.
Turkish Airlines, welche als einzige Fluggesellschaft den Flughafen anfliegt, hat am 7. März 2019 die Flüge nach Siirt wieder aufgenommen, nachdem seit April 2017 keine Linienflüge von und nach Siirt angeboten wurden.

## Zwischenfälle
- Am 22. April 2000 überrollte eine Avro RJ70 der Turkish Airlines (Luftfahrzeugkennzeichen TC-THL) bei der Landung auf dem Flughafen Siirt das Landebahnende der 1800 Meter langen, nassen Bahn. Das Flugzeug wurde irreparabel beschädigt. Alle 46 Insassen überlebten den Unfall.[6]